# ブリクシア・ツアー
ブリクシア・ツアー（Brixia Tour）は、イタリア、ロンバルディア州で行われる自転車競技、ロードレースのステージレースの名称。UCIヨーロッパツアー2.1にランクされている。例年、ツール・ド・フランス開催期間中にあたる7月下旬に開催されていた。
2012年以降、予算の問題により未開催。

## 歴代優勝者
| 年   | 優勝者                       |
| ---- | ---------------------------- |
| 2001 | カデル・エヴァンス           |
| 2002 | イゴル・アスタルロア         |
| 2003 | マルティン・デルガンツ       |
| 2004 | ダニーロ・ディルーカ         |
| 2005 | エマヌエーレ・セッラ         |
| 2006 | ダヴィデ・レベッリン         |
| 2007 | ダヴィデ・レベッリン         |
| 2008 | サント・アンツァ             |
| 2009 | ジャンパオロ・カルーゾ       |
| 2010 | ドメニコ・ポッツォヴィーヴォ |
| 2011 | フォルトゥナート・バリアーニ |